# 土地暨自然博物館
土地暨自然博物館（葡萄牙語：Museu Natural e Agrário）是一所位於澳門路環石排灣郊野公園內以自然資源及生態保育為主題的博物館；土地暨自然博物館設有兩座場館共有五個展區。

## 歷史
土地暨自然博物館由海島市政廳籌建，於1997年3月21日建成啟用，也是路環第一個自然博物館；該博物館現由市政署管轄。

## 設施
土地暨自然博物館免费入场，面積為57平方米，藏有300多件收藏品。

設有兩座場館共有五個展區：
- 第一展區介紹澳門地理位置和氣候、樹木存在的價值和功能、水的重要性以及侵蝕的成因和影響等情況[1]；
- 第二展區展有昔日在澳門離島從事農牧業居民使用的農具[1]；
- 第三展區位於兩個場館之間的空地，展有鋤地、灌溉、打禾和磨谷等不同農業生產活動的造型[1]；
- 第四展區設有一個小型紅樹林種植池；紅樹林曾經遍佈路氹連貫公路一帶水域，是澳門生態環境的重要組成部分[1]；
- 第五展區陳列中國傳統中藥系列，設有視聽器材認識不同中藥的功能；也展出樹木的圖片、畫像和標本以介紹海島重植林木的情況。此外，展區還陳列澳門多種特有的值物樣本，以及展示與世界各地相關部門交換種子情況，其中一顆來自塞舌爾群島地球上已知的最大種籽標本[5]；也設有灌輸保護環境和生物種群等相關展板[1]。
- 爬蟲動物區設有十個展箱，飼養包括豹紋守宮、睫角守宮、墨西哥刺尾鬣蜥、球蟒和紅尾蚺等

## 資料來源
1. 1 2 3 4 5 6  . 城市指南.   [2012-03-28] （中文（繁體））.[永久]
2. ↑  陳迎憲; 何惠. . 澳門: 澳門文化局、澳門博物館. 2001. ISBN 9789993701262.
3. ↑  . 民政總署.   [2012-03-28]. （原始内容存档于2015-02-17） （中文（繁體））.
4. ↑  吳志良、楊允中 (编). .  2005年修訂版. 澳門基金會. : 27 [1999]. ISBN 99937-1-032-6.
5. ↑  . 光明日報. 2000-05-30 （中文（繁體））.

## 外部連結
- 澳門自然網